# Birgit Kleis
Birgit Kleis (* 3. November 1956 in Hellerup, Dänemark) war von 2001 bis 2005 die Reichsombudsfrau auf den Färöern. Sie vertrat mit diesem Amt das Königreich Dänemark auf den weitgehend autonomen Färöern.
Die  Juristin fing 1985 als Beamte im dänischen Folketing an, hatte leitende Positionen im Kopenhagener Justizministerium und war bereits 1986-1988 bei der Reichsombudsschaft auf den Färöern beschäftigt.
Nachfolger im Amt des Reichsombudsmannes auf den Färöern war seit dem 1. August 2005 der dänische Jurist Søren Christensen.
| Personendaten    | Personendaten                             |
| ---------------- | ----------------------------------------- |
| NAME             | Kleis, Birgit                             |
| KURZBESCHREIBUNG | dänische Reichsombudsfrau auf den Färöern |
| GEBURTSDATUM     | 3. November 1956                          |
| GEBURTSORT       | Hellerup, Dänemark                        |